# Loxophora tranversa
Loxophora tranversa är en insektsart som beskrevs av Van Duzee 1908. Loxophora tranversa ingår i släktet Loxophora och familjen Dictyopharidae. Inga underarter finns listade i Catalogue of Life.